# Edelweißhütte (Fichtelgebirge)
Die Edelweißhütte ist eine Schutzhütte der Sektion Hof des Deutschen Alpenvereins (DAV). Sie liegt im Fichtelgebirge in Deutschland. Es handelt sich um eine Selbstversorgerhütte ohne Bewirtschaftung.

## Geschichte
Die Sektion Hof wurde am 16. Dezember 1896 in Hof als Sektion Hof des Deutschen und Österreichischen Alpenvereins gegründet. Am Rand des Fichtelgebirges fand die Sektion am 1. Juli 1951 ein geeignetes Grundstück für eine Hütte. Am 8. Juni 1952 fand die Einweihung der neuen Hütte statt, man taufte sie auf den Namen Edelweißhütte. Von dem gepachteten Grundstück erwarb man 1953 852 m² und erweiterte die Fläche bis 1960 auf 4206 m². In den folgenden Jahren wurde die Hütte wegen wachsender Mitgliederzahlen zu klein, man musste 1959 durch einen Anbau die Hütte vergrößern. 1991 bekam man einen Anschluss an die örtliche Wasserleitung der Stadt Weißenstadt sowie elektrisches Licht.

## Lage
Die Edelweißhütte liegt auf einer Höhe von 650 m ü. NHN im Fichtelgebirge bei Bad Weißenstadt.

## Zustieg
- Es existiert ein Parkplatz vor der Edelweißhütte.[3]

## Tourenmöglichkeiten
- Besteigung des höchsten Berges in Franken (Schneeberg 1051 m), 18,7 km, Gehzeit 6 Std.
- Aufs Dach der Franken – Schneeberg, Rudolfstein und Haberstein, 19,7 km, Gehzeit 5,5 Std.
- Rundtour /// Rudolfstein | Drei Brüder, 6,4 km, Gehzeit 2,2 Std.[4]

## Klettermöglichkeiten
- Klettergebiet Fichtelgebirge (Steinwald), Die Kletteranlage verfügt über 9 Felsen.
  - Dachsfelsen, 11 Routen, bis zum 8.- Schwierigkeitsgrad
  - Knockfelsen, 12 Routen, bis zum 7. Schwierigkeitsgrad
  - Großer Räuberfelsen, 38 Routen, bis zum 9.- Schwierigkeitsgrad
  - Fuchsfelsen, 4 Routen, bis zum 5.+ Schwierigkeitsgrad
  - Waldkopf, 8 Routen, bis zum 7.- Schwierigkeitsgrad
  - Kleiner Räuberfelsen, 6 Routen, bis zum 7.- Schwierigkeitsgrad
  - Vogelfelsen, 26 Routen, bis zum 9.- Schwierigkeitsgrad
  - Ratfelsen, 17 Routen, bis zum 9.- Schwierigkeitsgrad
  - Rudolfstein, 2 Routen, bis zum 8.- Schwierigkeitsgrad[5]

## Karten
- Fichtelgebirge Nr. 36 Outdoorkarte Deutschland 1:35 000: Schneeberg, Ochsenkopf, Bischofsgrün, Wunsiedel, ISBN 978-3259025871